# 无位置篮球
无位置篮球（英语：Positionless Basketball），部分阵容被称之为“小球（英语：Small ball）”，是2010年之后NBA流行的篮球阵容布局，由唐·尼尔森、帕特·莱利等人提出。强调模糊传统篮球位置之间的界限，尤其是传统中锋的重要性被大幅弱化，要求球员培养广泛的技能，对投篮能力的要求更为突出。

## 历史

### 早期
1984年NBA季后赛中，密尔沃基雄鹿主教练唐·尼尔森由于小阿奇博尔德受伤而使用马奎斯·约翰逊担任控球前锋。后来，尼尔森让射手克里斯·穆林担任大前锋，罗德·希金斯担任中锋。尼尔森的设想是让五名球员在球场上各司其职，可以互换位置。
魔术师约翰逊被认为是NBA第一位拥有无位置篮球特质的前锋身材球员，被认为是历史上第一位“控球前锋”。之后的斯科蒂·皮蓬、格兰特·希尔、拉马尔·奥多姆、肖恩·马里昂和安德烈·伊戈达拉也被认为是中间人（英语：tweener）。在无位置篮球取得成功之前，“tweener”作为NBA选秀常用词汇，用来形容在体型和打法上在两个位置之间的球员，通常带有负面含义。
迈克·德安东尼执教时期的菲尼克斯太阳队的跑轰战术也被认为是无位置篮球阵容的雏形，马里昂在这个阵容里担当小球阵容的大前锋。

### 热火三巨头
2010年组建的迈阿密热火三巨头阵容被认为是第一支实现使用无位置篮球阵容取得成功的球队，热火主教练埃里克·斯波尔斯特拉组建了一支可互换球员位置的阵容，尤其在进攻端几乎没有位置分别。2011年NBA总决赛失利后，克里斯·波什开始训练自己的三分能力，波什认为热火的无位置篮球是“将传统球员放在下一个位置”，他在2011-12赛季开始担纲热火队的五号位角色，这是传统意义上的前锋开始占据五号位的开始，而传统意义的中锋如布鲁克·洛佩兹的转向方式是拉开空间并比以往投出更多的三分球。勒布朗·詹姆斯开始担纲迈阿密热火的控球前锋，并与肖恩·巴蒂尔共同担纲前锋。2012年7月，帕特·莱利正式提出无位置篮球的概念，并认为大前锋这个位置正在变得可有可无。

### “死亡五小”体系
2014-15赛季开始，史蒂夫·科尔执教的金州勇士队的“死亡五小（英语：Death Lineup）”将无位置篮球推向了更高的水平。勇士队完全颠覆了传统的中锋，核心阵容没有大个子球员，而是依靠身材矮小的德雷蒙德·格林来担任中锋。格林拥有出色的战术素养，并且可以防守场上的每一个位置。斯蒂芬·库里在传统上是控球后卫，但他也可以像克雷·汤普森、凯文·杜兰特、安德烈·伊戈达拉和德雷蒙德·格林一样，凭借自己的得分能力轻松地打无球战术。
2017-18赛季，休斯顿火箭总经理达雷尔·莫雷组成了以克里斯·保罗、詹姆斯·哈登、特雷沃·阿里扎、卢克·巴莫特、PJ·塔克、埃里克·戈登等人为首的“五小”阵容，这是NBA历史第一支三分球命中率超过50%的球队，莫雷提出了被称为“魔球（英语：moreyball）”的出手战术，球队的投篮几乎全是篮下和三分线外的。但在2018年NBA西部决赛对阵金州勇士取得3-2的领先后，球队双核之一克里斯·保罗伤退，火箭队在第六场与第七场遭遇两连败。在第七场，第三节的火箭队三分球命中率为14投0中，在第四节的三分球命中率为7投1中，而唯一的三分球是在火箭队已落后13分时投中的，火箭队连续27次三分球未进，创造了NBA季后赛纪录。

### “一星四射”体系
2016年NBA总决赛，克利夫兰骑士主教练泰伦·卢主动变阵和改变战术，在勒布朗·詹姆斯身边设置四位精英三分射手，并让勒布朗·詹姆斯与凯里·欧文双核进行单打和运用挡拆战术利用体型或速度优势以寻找错位进攻。当勇士“死亡五小”阵容在场时，骑士队会让理查德·杰弗森或伊曼·香珀特代替凯文·乐福以避免勇士队的侧翼球员试图通过灵活性错位进攻乐福。而詹姆斯则通过两次、三次甚至四次掩护，对库里进行进攻，勇士队不得不在一些回合对詹姆斯进行双人包夹。这种战术在中文球评界被总结为“一星四射”或“詹姆斯体系”，这一战术要求一个核心球员在进攻端作为控球手时同时有四个拥有三分能力的队友，这个控球手的进攻威胁能够吸引到对手的包夹，通过出色的传球能力将球传给拥有空位的队友。
2021年NBA总决赛，密尔沃基雄鹿以扬尼斯·阿德托昆博为核心球员的“一星四射”阵容夺得NBA总冠军。

### “五外”体系
2017年，时任波士顿凯尔特人主教练布拉德·史蒂文斯提出“现在可能就只有三个位置了，你要么是控球手，要么是侧翼，要么是大个子。”拥有杰森·塔图姆、杰伦·布朗、艾尔·霍福德等球员的波士顿凯尔特人队正在演变成一支无位置篮球球队，凯尔特人队对无位置篮球的理解与勇士队截然相反，凯尔特人队寻求在每个位置上都使用身高臂长而技术娴熟、能力全面的球员。2023年，担任凯尔特人篮球运营总裁的史蒂文斯对凯尔特人阵容进行了大换血，组成了杰森·塔图姆、杰伦·布朗、德里克·怀特、朱·霍勒迪和克里斯塔普斯·波尔津吉斯或艾尔·霍福德的“五外”阵容，实现了在场上部署五名能够创造机会、投三分球并高水平防守的球员，这个阵容获得了2024年NBA总冠军。

## 位置
无位置篮球并非完全抹除阵容的位置分别，而是将司职模糊化，控球后卫和得分后卫、小前锋和大前锋之间的界限更加模糊。热火三巨头时期，斯波尔斯特拉根据球员的优势而不是他们的位置来制定战术。金州勇士队推广了这种方法，证明了速度、空间和投篮在许多情况下比身高更重要。
史蒂文斯认为篮球变成了三个位置：控球手、侧翼、内线，但即使以这三个位置分别，位置仍然是模糊化的，在进攻与防守中，同一个球员可能也会出现在不同的位置。热火队中锋克里斯·波什作为内线在进攻端承担了侧翼的角色，之后的丹佛掘金队中锋尼古拉·约基奇作为内线在进攻端也担任了控球手的角色。
在无位置篮球中，传统意义上的中间人被认为更有利于球队的进攻与防守。中间人常见的类型是可以在两个后卫位置之间轮换的球员，或者身材高大、反应敏捷、能打两个前锋位置的球员。
传统的五号位一般都是由队中最高的中锋担任，强调在篮下积极强攻并争夺进攻篮板球，大多数传统中锋不会拉开空间。而无位置篮球的阵容中，要求中锋也可以投三分球、突破上篮，并防守多个位置。
在传统篮球的司职中，对大前锋并没有三分能力的要求，而是要求球员保护篮筐、抢篮板并在篮筐附近得分，只有少数的如德克·诺维斯基的空间型四号位拥有突出的三分能力。而在无位置篮球阵容中，传统大前锋基本上已经消失，拥有小前锋身材的侧翼球员更多的占据了四号位。
传统的得分后卫和小前锋一直就存在着一些重叠性，很多小前锋同样可以担任得分后卫的角色，在无位置篮球战术中，除了纯粹的小个子后卫身材的球员之外，得分后卫与小前锋的位置更加模糊的统一为侧翼球员，几乎已经没有分别。侧翼球员既能打出高水平、可换防的防守，又能投三分球，防守灵活性是高大攻守兼备的侧翼球员的价值，能够创造投篮机会并在多个位置上进行严密外线防守的侧翼球员兼具两者的优点。
无位置篮球战术中，传统控球后卫的作用并不突出，“死亡五小”时期的金州勇士首发球员都可以投篮和控球。之后的其它球队也出现了更具有传统小前锋身材的拉梅洛·鲍尔、本·西蒙斯等控球后卫，在高位挡拆战术中，拥有一名高大的控球手，能够越过防守队员的防守范围进行跨场传球，还能一对一地压制身材较小的传统控球后卫。

## 知名阵容
| 阵容成员 | 参考   |
| --- | ------ |
| 2011-12赛季迈阿密热火常规首发阵容克里斯·波什 司职：中锋/前锋肖恩·巴蒂尔 司职：前锋勒布朗·詹姆斯 司职：前锋/控球前锋德维恩·韦德 司职：前锋/后卫馬利歐·查莫斯 司职：后卫  | [ 42 ] |
| 2012-13赛季迈阿密热火常规首发阵容克里斯·波什 司职：中锋/前锋勒布朗·詹姆斯 司职：前锋/控球前锋德维恩·韦德 司职：前锋/后卫雷·阿伦 司职：后卫馬利歐·查莫斯 司职：后卫      | [ 42 ] |
| 金州勇士“死亡五小”（2014年-2016年）卓雷蒙·格林 司职：中锋/控球前锋安德烈·伊格达拉 司职：前锋哈里森·巴恩斯 司职：前锋克雷·湯普森 司职：前锋/后卫斯蒂芬·库里 司职：双能卫 | [ 43 ] |
| 金州勇士“死亡五小”（2016年-2019年）卓雷蒙·格林 司职：中锋/控球前锋安德烈·伊格达拉 司职：前锋凯文·杜兰特 司职：前锋克雷·湯普森 司职：前锋/后卫斯蒂芬·库里 司职：双能卫   | [ 43 ] |
| 2015年-2017年克利夫兰骑士“一星四射”阵容钱宁·弗莱 司职：中锋/前锋凯文·乐福 司职：中锋/前锋勒布朗·詹姆斯 司职：前锋/控球前锋J·R·史密斯 司职：后卫凯里·欧文 司职：双能卫   | [ 44 ] |
| 2017-18赛季休斯顿火箭“五小”阵容P·J·塔克 司职：中锋/前锋特雷沃·阿里扎 司职：前锋埃里克·戈登 司职：前锋/后卫詹姆斯·哈登 司职：双能卫克里斯·保罗 司职：控球后卫            | [ 45 ] |
| 波士顿凯尔特人“五外”阵容（2023年-今）艾爾·霍福德 司职：中锋/前锋傑森·塔圖姆 司职：控球前锋杰倫·布朗 司职：前锋/后卫德瑞克·懷特 司职：双能卫朱·哈勒戴 司职：双能卫       | [ 46 ] |